# 大武村 (臺東縣)
大武村，是臺灣臺東縣大武鄉所轄的5個村之一，轄區涵蓋大鳥村以南、尚武村以北及加羅板部落，位在大武鄉西南緣。人口1551人，與大鳥村、尚武村；達仁鄉新化村相鄰。

## 历史
该村在约一百年前由恆春車城一帶居民沿濱海公路及早期南迴公路小徑移居於此處，發展漁業及小型個體農業。

## 觀光
- 9420濱海休憩區[3]
- 大武國家森林步道
- 大武濱海公園

## 交通

### 鐵路
臺灣鐵路管理局
- 南迴線：大武車站（實際位於大鳥村）

### 公路
省道
- 台九線：南迴公路

### 客運
- 東台灣客運（原鼎東客運）
- 國光客運